# 马蒂亚斯·阿贝尔
马蒂亚斯·阿贝尔（Mathias Abel，1981年6月22日—），是一名德国足球运动员，司职后卫，现效力于德国足球乙级联赛球队凯泽斯劳滕。

## 俱乐部生涯
阿贝尔出生于西德凯撒斯劳滕，并在家乡球队凯泽斯劳滕接受足球训练。1998年在低级别球队巴特克罗伊茨纳赫开始足球生涯。2000年被多特蒙德签入，但只代表预备队参加低级别联赛。2002年，阿贝尔加盟德国足球乙级联赛球队美因茨，并在加盟第二个赛季帮助球队升级到德甲联赛。2004年8月14日，阿贝尔在美因茨2比1击败汉堡的比赛中首次亮相德甲联赛。他在2004/05赛季射进3球，帮助美因茨保级成功。
2005年6月，阿贝尔和沙尔克04签订一份自2006/07赛季起为期四年的合同，再为美因茨效力一个赛季后自由转会加盟沙尔克。但他在沙尔克04遭遇十字韧带撕裂困扰， 始终无法在球队站稳脚跟，期间曾经被短暂租借到汉堡5个月。
2008年7月，阿贝尔转会回归凯泽斯劳滕。但直到2010年10月26日，阿贝尔才在德国杯3比0击败比勒菲尔德的比赛中替补出场，第一次代表凯泽斯劳滕一队出战。之后两个赛季，阿贝尔是球队的主力球员之一，2011/12赛季跟随球队以联赛最后一名的成绩降级到德乙联赛。2013年2月，阿贝尔一度有可能转会加盟中国足球甲级联赛球队北京八喜， 但最后选择留在德国。